# Xã Upper Milford, Quận Lehigh, Pennsylvania
Xã Upper Milford (tiếng Anh: Upper Milford Township) là một xã thuộc quận Lehigh, tiểu bang Pennsylvania, Hoa Kỳ. Năm 2010, dân số của xã này là 7.292 người.